# فعل مذنب
«أكتيس ريس» هي كلمة لاتينية معناها الحرفي «الفعل المذنب» أي الفعل الجرمي، وتعد العنصر الخارجي أو المادي للجريمة. وعندما لا يترك للشك مكاناً في إثبات الفعل الجرمي مع «مينس ريا»، وهي كلمة لاتينية معناها الحرفي «العقل المذنب» أي النية الجنائية، تنشأ المسئولية القانونية في تشريعات القانون العام للقانون الجنائي في كلٍ من كندا، وأستراليا، والهند، وباكستان، وجنوب أفريقيا، ونيوزيلندا، وإيرلندا، والولايات المتحدة.

## أصل الكلمة
تستمد كلمتا «أكتيس ريس» و«مينس ريا» اللتان تستعملان في القانون الإنجليزي من المبدأ المنصوص عليه من قبل إدوارد كوك قائلاً: "actus non facit reum nisi mens sit rea"  والتي تعني: «الفعل لا يجعل من شخص مذنباً إلا إذا كان عقله (النية) أيضاً مذنباً» لذا، فإن الاختبار العام لإدانة الذنب يحتاج إلى إثبات الجرم أو الخطأ أو الذنب سواءً في السلوك والنية. 

## الفعل
وحتى يتم ارتكاب الفعل الجرمي، لا بد من وجود فعل بالأساس. ويعرف مختلف تشريعات القانون العام الفعل بطرق مختلفة، ولكن بصفة عامة يعتبر «الحركة الجسدية سواءً الطوعية أو غير الطوعية». وفي قصية «روبنسون ضد كاليفورنيا» عام 1962 المعروفة ب"Robinson v. California"، وقضت المحكمة العليا للولايات المتحدة بأن قانون ولاية كاليفورنيا الذي يجعل من مدمني المخدرات مجرمين منافياً للدستور بسبب أن إدمان المخدرات ليس فعلاً بل مرضاً وبالتالي ليس جريمة يعاقب عليها بالسجن.
 يكون الفعل كالآتي: الارتكاب، التقصير في أداء الواجب، الحيازة

### التقصير في أداء الواجب
يتضمن التقصير في عدم الانخراط في الحركة الجسدية الضرورية، مما أدى إلى إصابة. وكما الحال في الأفعال المرتكبة، فيمكن تعليل الأفعال المقصرة منطقياً باستعراض السبب وباستشهاد مبدأ «لكن» الذي يفيد الاستدراك. و«لكن» إذا لم يقع الفعل المقصر، لما وقعت الإصابة. ويحدد نظام العقوبات الخصائص المعرفة لتقصير أداء الواجب: 
1. يعتمد التقصير في أداء الواجب بصريح العبارة عند الدلالة الكافية بحسب الذي يحدده القانون للجريمة -أو-
2. فرض أداء الواجب المقصر المفروض بسطوة القانون (على سبيل المثال عندما يقوم الفرد بالإقرار الضريبي).

وإذا كان التشريع يجرم التقصير في أداء الواجب من خلال القانون المكتوب، أو واجب لابد من أداءه ولكن تم تخلف عنه وسبب أذى، فهذا يفضي إلى إثبات الفعل الجرمي.

### الحيازة
تحتل الحيازة غير مشروعة وضعاً خاصاً، إلا أنها تعد جريمة ولكن وفقاً للقانون العام لا تكون فعلاً. وفي الولايات المتحدة، قام القانون العام بتفادي الاستنتاج في قضية «ريجينا ضد ديغدايل» عام 1982-1983م المعروفة ب" Regina v. Dugdale"، وذلك بتعريف الحيازة غير مشروعة بالفعل الناجم عن إرادة حرة، بالمعنى أن هذا الفعل حقق شروط الفعل الجرمي.